# Zastavna
Zastavna sau Târgul Nistrului (în perioada 1942–1944) (în ucraineană Заставна, în rusă Заставна, în germană Zastawna și în poloneză Zastawna) este un oraș în regiunea Cernăuți (Ucraina), centru administrativ al raionului omonim. Este situat la o distanță de 23 km nord de orașul Cernăuți.
Orașul este situat la o altitudine de 223 metri, pe malul unui afluent al pârâului Sovița, în partea de centru a raionului Zastavna. Are 8,510 locuitori, preponderent ucraineni.

## Istorie
Prima mențiune documentară a localității Zastavna este din anul 1589, perioadă când făcea parte din regiunea istorică Bucovina a Principatului Moldovei. Denumirea orașului provine de la cuvântul „ipotecă” sau „angajament”.
În ianuarie 1775, ca urmare a atitudinii de neutralitate pe care a avut-o în timpul conflictului militar dintre Turcia și Rusia (1768-1774), Imperiul Habsburgic (Austria de astăzi) a primit o parte din teritoriul Moldovei, teritoriu cunoscut sub denumirea de Bucovina. După anexarea Bucovinei de către Imperiul Habsburgic în anul 1775, localitatea Zastavna a făcut parte din Ducatul Bucovinei, guvernat de către austrieci, fiind reședința districtului omonim (în germană Zastawna). În anul 1776, localitatea a fost în proprietatea nobilului polonez M. Bognicki, în 1914 proprietarii au fost evreii Mordko Korn și Hersch Weißglas. Din 1786, la Zastavna funcționa o școală moldovenească trivială, cu 6 clase.
După Unirea Bucovinei cu România la 28 noiembrie 1918, satul Zastavna a făcut parte din componența României, ca localitate de reședință a Plasei Nistrului din județul Cernăuți. Pe atunci, majoritatea populației era formată din ucraineni, existând și comunități de români și de evrei. În anul 1930, orașul avea 5.038 locuitori, din care 2.344 bărbați și 2.694 femei, fiind a treia localitate din județ ca număr de locuitori după orașele Cernăuți și Sadagura. În perioada interbelică au funcționat aici o pretură, o judecătorie de ocol, un comisariat de poliție, o gară (pe linia Jurcăuți – Vrânceni), un serviciu sanitar, un oficiu P.T.T. și un oficiu telefonic.
Orașul era industrializat, aici existând câteva fabrici mici de uleiuri vegetale, o moară cu aburi și câteva bănci. Comerțul local era puțin dezvoltat și specializat pe produse agricole (cereale) și animale (vite). În fiecare an, la 12 iulie, avea loc în oraș un bâlci.
Fiind un centru important pe plan local, ființa aici o școală primară. Existau și societăți cultural-sportive (Cercul de lectură polonez, Societatea izraelită "Th. Herzl", un cinematograf) sau biserici (una ortodoxă, una greco–catolică, una romano-catolică, o casă de rugăciuni adventistă și o sinagogă). De asemenea, pentru ocrotirea sănătății își desfășura activitatea un dispensar medical .

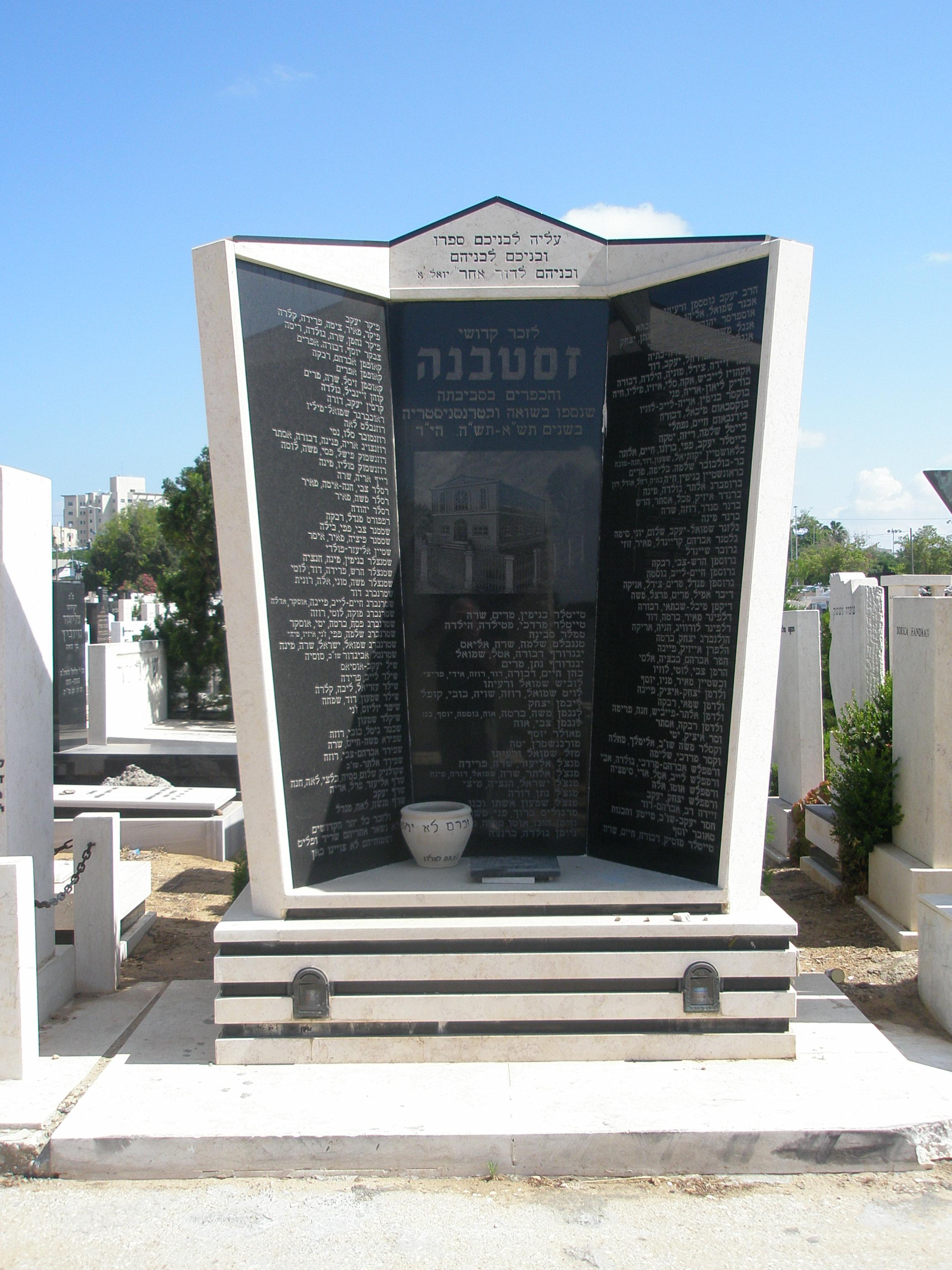
Memorialul evreilor pieriti din Zastavna la Bat Yam, Israel

Ca urmare a Pactului Ribbentrop-Molotov (1939), Bucovina de Nord a fost anexată de către URSS la 28 iunie 1940, reintrând în componența României în perioada 1941-1944. În cursul celui de-al doilea război mondial, 635 evrei din Zastavna, care, ca și alți evrei din Bucovina, au fost deportați în Transnistria. Doar 120 dintre ei au supraviețuit. Pentru acesti 515 evrei pieriți în Transnistria a fost ridicat un memorial în cimitirul israelit „Holon” din Bat Yam, în mijlocul monumentului vechia sinagogă din Zastavna. Apoi, Bucovina de Nord a fost reocupată de către URSS în anul 1944 și integrată în componența RSS Ucrainene.
Începând din anul 1991, orașul Zastavna face parte din raionul Zastavna al regiunii Cernăuți din cadrul Ucrainei independente, fiind centru administrativ raional. Conform recensământului din 1989, numărul locuitorilor care s-au declarat români plus moldoveni era de 57 (33+24), adică 0,62% din populația localității . În prezent, orașul are 8.510 locuitori, preponderent ucraineni.
În orașul Zastavna există un liceu cu patru clase cu profil matematică-fizică. De asemenea funcționează o fabrică de unt și produse lactate. Zilele orașului se serbează pe data de 22 mai a fiecărui an.

## Demografie
Componența lingvistică a orașului Zastavna
     Ucraineană (98,81%)
     Alte limbi (1,14%)
Conform recensământului din 2001, majoritatea populației orașului Zastavna era vorbitoare de ucraineană (98,81%), existând în minoritate și vorbitori de alte limbi.
1930: 5.116 (recensământ)
1941: 5.000 (recensământ)
1989: 9.438 (recensământ)
2001: 8.866 (recensământ)
2005: 8.673 (estimare)
2007: 8.510 (estimare)

### Recensământul din 1930
Componența etnică a orașului Zastavna (județul Cernăuți)
     Români (2,15%)
     Germani (1,03%)
     Evrei (12,29%)
     Ruteni (77,93%)
     Polonezi (6,29%)
     Altă etnie (0,31%)
Componența confesională a orașului Zastavna
     Ortodocși (74,04%)
     Romano-catolici (7,33%)
     Mozaici (12,41%)
     Greco-catolici (5,2%)
     Altă religie (1,02%)
Conform recensământului efectuat în 1930, populația orașului Zastavna se ridica la 5.116 locuitori. Majoritatea locuitorilor erau ruteni (77,93%), cu o minoritate de români (2,15%), una de germani (1,03%), una de evrei (12,29%) și una de polonezi (6,29%). Alte persoane s-au declarat: ruși (7 persoane), maghiari (2 persoane) și cehi/slovaci (5 persoane). Din punct de vedere confesional, majoritatea locuitorilor erau ortodocși (74,04%), dar existau și mozaici (12,41%), romano-catolici (7,33%) și greco-catolici (5,20%). Alte persoane au declarat: evanghelici/luterani (11 persoane), adventiști (11 persoane), fără religie (13 persoane), iar 17 persoane nu au declarat religia.

## Personalități
- Eliyahu Tamler (1919–1948), sionist român, lider al organizației paramilitare evreiești Irgun în perioada războiului civil din Palestina Mandatară.